# Albin (cantante)
Albin Johnsén, noto semplicemente come Albin (Boo församling, 22 luglio 1989), è un cantante e rapper svedese.

## Biografia
Albin è salito alla ribalta con la hit Din soldat, numero uno nella Sverigetopplistan, certificata ottuplo platino dalla IFPI Sverige e candidata per il Grammis alla canzone dell'anno. Il successo è contenuto nel primo album in studio Dyra tårar, entrato nella classifica svedese e certificato oro.
Du & jag för aldrig (2018) è stato il suo primo LP a raggiungere la top 25 svedese. Al disco hanno fatto seguito gli album Kärnobyl (2020), Idén om oss (2021), Fri (2023) e Kollage (2024).
Nel febbraio 2025 ha preso parte al Melodifestivalen, nel tentativo di rappresentare la Svezia all'Eurovision Song Contest 2025 con l'inedito Upp i luften, un duetto con Pa; tuttavia, non sono riusciti a qualificarsi per la finale.

## Discografia

### Album in studio
- 2015 – Dyra tårar
- 2016 – Insomnia (con Mattias Andréasson)
- 2018 – Du & jag för aldrig
- 2020 – Kärnobyl
- 2021 – Idén om oss
- 2023 – Fri
- 2024 – Kollage

### EP
- 2014 – Din soldat EP
- 2015 – Frank EP

### Singoli
- 2012 – Ingenting är som förut
- 2013 – Även om
- 2014 – Vilken jävla smäll (feat. Kristin Amparo)
- 2015 – En sista gång
- 2015 – Du lever inom mig (con Mattias Andréasson)
- 2016 – Rik (con Mattias Andréasson)
- 2018 – Hjärtan av guld (feat. Joanné Nugas)
- 2020 – Trasig & vaken (con Joanné Nugas)
- 2020 – Aldrig ge upp (feat. Malin Christin)
- 2020 – Vi gjorde vårt bästa (con Iovad)
- 2020 – Kom närmre (con Ellen Bergelin)
- 2021 – Fyrverkeri (feat. Kristin Amparo)
- 2021 – Hur det känns att sakna
- 2021 – T-Shirt (con Niklas Jeng)
- 2021 – Kunde va vi
- 2021 – Hel
- 2021 – Betyder ingenting (con Mattias Andréasson)
- 2021 – Allting framför mig (con Vince Wavy)
- 2021 – Behåll dina skor på
- 2021 – Faller tillbaks (feat. Moa Michaeli)
- 2021 – Bäst (con Ellen Bergelin)
- 2022 – Vårt gamla vi
- 2022 – Jag tänker på dig (con Jakob Karlberg)
- 2022 – Lite Lonely (con Amarill e Siv)
- 2022 – Himlen kan vänta (con Wahl)
- 2022 – Nåt på fickan (con Vince Wavy e Niello)
- 2022 – När vinden blåser kallt (con William Segerdahl)
- 2022 – Undantag
- 2022 – Taggtråd
- 2022 – Jag håller av dig (feat. Finess)
- 2023 – Älskar, älskar inte (con Iovad)
- 2023 – Kallar på dig (con Rasmus Hultgren)
- 2023 – Som jag aldrig haft (con LBSB)
- 2023 – Över min döda kropp
- 2023 – Tagit över himlen (con Joanné Nugas)
- 2023 – Rosa
- 2023 – Lana Del Rey
- 2023 – Snart är julen här
- 2024 – Gärningsman
- 2024 – Låta bli (con Sebbe Hauta)
- 2024 – Skyller på regnet
- 2024 – I ett andetag (con Hanna Holter)
- 2024 – Flytta (con Kharma)
- 2024 – För dig (con Vince Wavy)
- 2024 – Vaknar (con Rasmus Gozzi e Fröken Snusk)
- 2024 – Samma sak (con Rasmus Hultgren)
- 2024 – Akta dig
- 2025 – Upp i luften (feat. Pa)
- 2025 – Tillsammans (feat. Lovad)